# Nicholas van Hoorn
Nicholas van Hoorn (Flessingue c. 1635 – Isla Mujeres, 24 de junho de 1683) foi um mercador marítimo, corsário e pirata neerlandês.

## Biografia
Nikolaas ou Klaas esteve ao serviço da marinha mercante neerlandesa entre 1655 até 1659, quando adquiriu um navio com as suas economias. Juntamente com a tripulação que recrutou, tornou-se um terror para o comércio dos Países Baixos e do Império Espanhol. Posteriormente teve vários navios ao seu serviço, vindo a adquirir tal notoriedade que alguns governos dispuseram-se a empregá-lo como corsário na luta naval contra os seus inimigos.
Faleceu próximo a Veracruz, no Golfo do México, após ter sido ferido em uma luta na Isla de Sacrificios.